# Musikhusparken
Musikhusparken eller Musikhushaven er en offentlig park i Aarhus, Danmark. Den ligger ved siden af Musikhuset Aarhus i Midtbyen, langs Frederiks Allé mod øst og Thomas Jensen's Allé mod syd og Vester Allé mod nord, bag de tilbageværende bygning fra den tidligere Vester Allés Kaserne kaldet Ridehuset. Parken er navngivet efter Muskhuset som ligger prominent i den vestlige ende af parken. Den danner et midtpunkt mellem nogle af de mest kendte bygninger i byen i form af ARoS Aarhus Kunstmuseum, Vester Allés Kaserne, Musikhuset og Aarhus Rådhus, der kan ses bag Rådhusparken på den anden siden af Frederiks Allé. Parken blev tegnet af arkitekt Sven Hansen og blev anlagt i 1980'erne.
Musikhusparken liger hvor Vester Alles Kaserne tidligere lå, og den er delt op i to dele. Den ene del mellem Frederiks Allé og Musikhuset er designet som en parterrehave. Den nordlige del mellem ARoS og Musikhuset har en stejl bakke, hvor der er bygget et amfiteater. Musikhusparken og Rådhusparken ligger meget tæt på hinanden, men er designet forskelligt. Rådhusparken har en streng funktionalistisk stil med bugtende stier, tæt bevoksning og boulevarder, så har Musikhusparken en mere stramt anlagt med lige stier, klippede hække og diagonale akser. I det centrale område i parken mødes stier, og der er springvand og bænke.
Musikhusparken bruges til SPOT Festival, Aarhus Festuge og forskellige koncerter og udstillinger. Amfiteatret kan rumme 5-6000 personer, afhængig af setuppet.

## Galleri
- Blomster i fuldt flor tidlig juni
- Brolagte stier
- Springvand
- Bænke og små lunde
- Udsigt til Musikhuset
- Bassinet

## External links
- Wikimedia Commons har flere filer relateret til Musikhusparken

56°09′09″N 10°12′01″Ø / 56.1526°N 10.2003°Ø